# Estadio Kadriorg
El estadio Kadriorg (en estonio: Kadrioru staadion) es un estadio multiusos de Tallin, Estonia. En la actualidad se utiliza sobre todo para los partidos de fútbol, es el estadio del FC Levadia Tallinn que juega en Meistriliiga, la máxima categoría de fútbol de Estonia. El estadio tiene capacidad para 5000 espectadores y fue construido en 1924 y abierto en 1926. El estadio de Kadriorg está situado a unos 2 km al este de la ciudad en el subdistrito de Kadriorg, cerca del Palacio de Kadriorg. La dirección del estadio es Roheline AAS 24, 10150 Tallin. Hasta el año 2001, fue sede de los partidos de la selección de fútbol de Estonia, dejó de serlo con la construcción del estadio A. Le Coq Arena.